# Porcellio pyrenaeus
Porcellio pyrenaeus är en kräftdjursart som beskrevs av Dollfus1892. Porcellio pyrenaeus ingår i släktet Porcellio och familjen Porcellionidae. Inga underarter finns listade i Catalogue of Life.